# タラノキ
タラノキ（楤木・楤の木・惣木・桵木、学名: Aralia elata）は、ウコギ科タラノキ属の落葉低木。別名は数が多く、「タランボウ」「オニノカナボウ」など地方によって様々な呼び名がある。新芽が山菜として有名なタラの芽（楤芽）で、天ぷらなどに調理されて食べられる。

## 名称
標準和名とされているタラノキについては、名称の由来はよくわかっていない。
別名は数が多く、タラ（楤、桵）、ウドモドキともよばれるが、地方によってはタランボウ、オニノカナボウ 、タラッペ、イギノキ、トゲウドノキなどの様々な呼び名がある。中国名は「遼東楤木」。春に萌える若芽は、タラノメ（タラの芽）とよばれている。

## 分布と生育環境
日本の北海道・本州・四国・九州・沖縄のほか、朝鮮半島、中国、千島列島、サハリンの東アジア地域に分布する。
平地から標高1500メートル以上までの山地の原野、河岸、森林、林道脇など明るい日当たりの良い山野に自生する。特に、野原ややぶ、崩壊地などの荒れた場所に生える。いわゆるパイオニア的な樹木であり、森林が攪乱をうけると、たとえば伐採跡地に素早く出現し、大小の集団を作って群生する。栽培もされる。

## 特徴
落葉広葉樹の低木から高木で、高さは2 - 6メートル (m) 程度になり、幹、枝、葉にも鋭いトゲが密にある。生育環境にもよるが1年で20 - 60センチメートル (cm) ほど伸び、5年で3 mに達するものも珍しくはない。幹はあまり分枝せずにまっすぐに立ち、単一または分岐する。細い幹の樹皮には、幹から垂直に伸びる大小の鋭い棘が多くつくのが特徴である。幹が太いものは樹皮が縦に裂けて、見た目の印象が変わる。春に見られる芽は枝の先に出る。
葉は互生し、幹や枝の先端だけに集まってつき、夏には傘のように四方に大きく葉を開く。葉身は奇数2回羽状複葉で、全体の長さが50 - 100 cmにも達する大きなものであり、全体に草質でつやはない。葉柄は長さ15 - 30 cmで基部がふくらむ。小葉は長さ5 - 12 cmの卵形から楕円形で先が尖り、裏は白みを帯び、葉縁に粗い鋸歯がある。葉軸にはトゲが多い。葉全体に毛が多いが、次第に少なくなり、柄と脈状に粗い毛が残る。秋には赤色や橙色に紅葉するが、紅葉しはじめは紫色になりやすい。
花期は晩夏（8 - 9月ごろ）。幹の先端の葉芯から長さ30 - 50 cmほどある総状花序を複数つけ、多数の径3ミリメートル (mm) 程度の小さな白い花を咲かせる。花弁は三角形で5枚、雄蕊は5本で突き出ている。自家受粉を防ぐため、雄蕊が先に熟して落ちた後、5個の雌蕊が熟し、秋には黒色で直径 3 mmほどの小さな球状の果実となり、10 - 11月ごろに熟す。
枝先にできる冬芽の頂芽は大きく円錐形で、側芽は互生して小さい。冬芽は芽鱗3 - 4枚に包まれている。葉痕は浅いV字形やU字形で、維管束痕が30 - 40個ほど見られる。
分類上は幹に棘が少なく、葉裏に毛が多くて白くないものをメダラ (f. subinermis) といい、栽培されるものはむしろこちらの方が普通である。

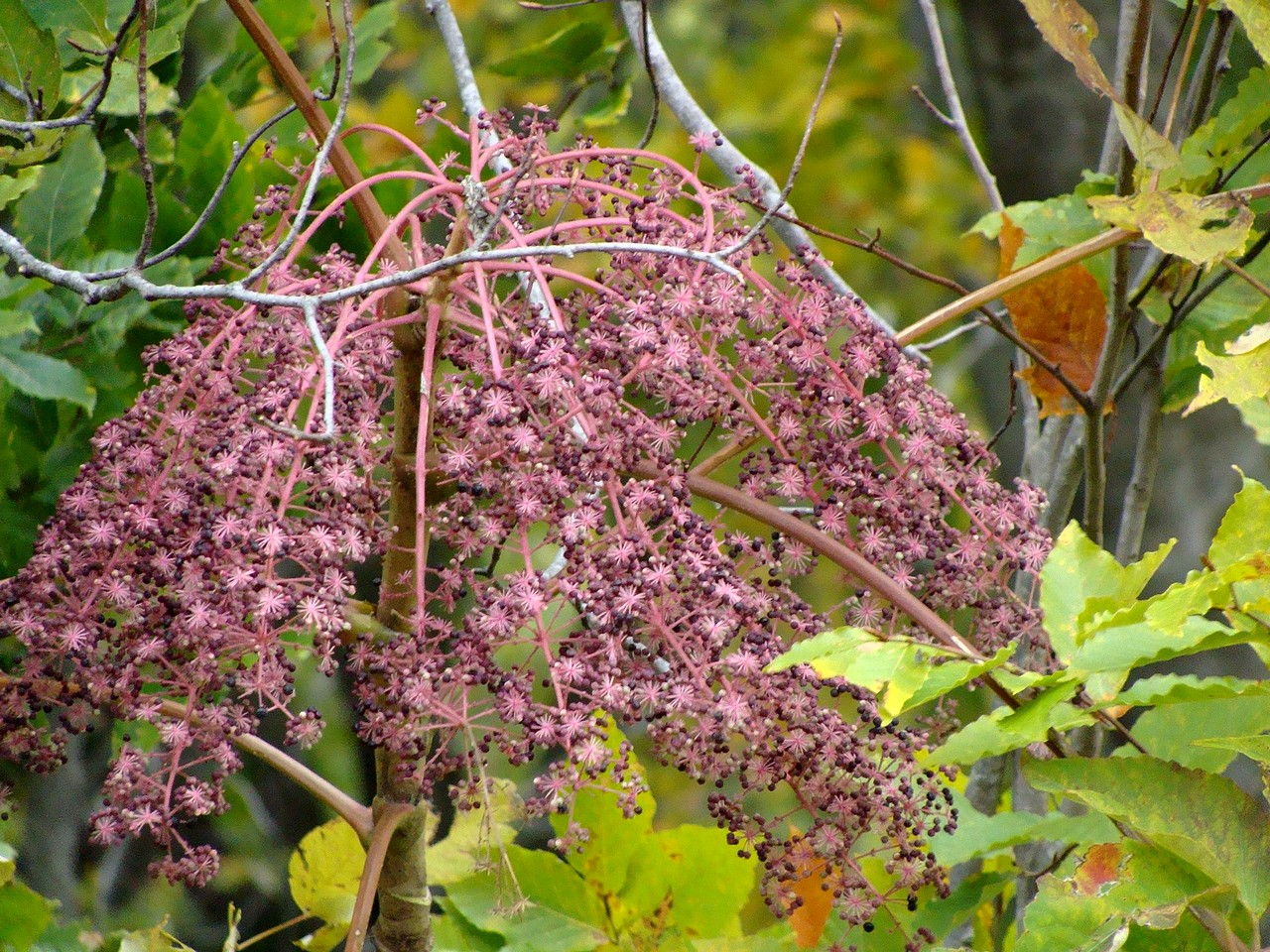
タラノキの実
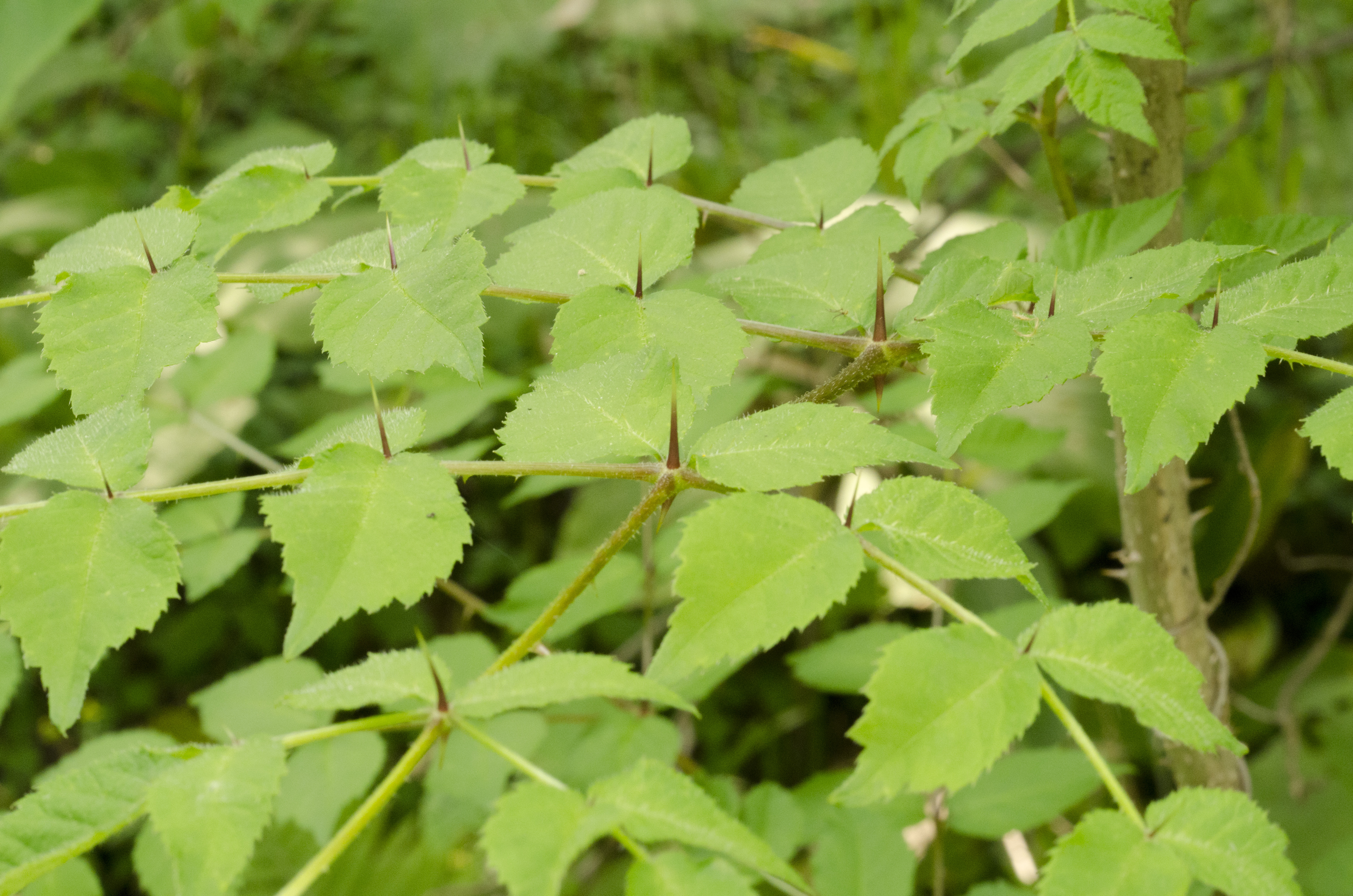
タラノキの葉

## 品種
タラノキが本格的に栽培されるようになったのは1980年ごろと新しく、系統はごく少ない。メダラと称するとげの少ない濃緑で多収系を選抜したものを、山梨県農業試験場八ヶ岳分場が全国に先駆けて育成普及した品種に、「駒みどり」と「新駒」がある。その他にも、全国各地の農業試験場や民間栽培者が、その地方の優良系を選抜育成した品種も普及している。
- 野生種 - とげが多いが、栽培種に比べて格段に風味、香りがよく非常に美味。収穫後の回復力が弱く、個体数が少なく希少である。
- 駒みどり - 山梨県農業試験場で選抜育成されて1977年（昭和52年）に命名された品種[17]。とげはごく少なく、枝の下から3分の1のところにとげが集中するが、作業上の支障がない[17]。生育は旺盛で、剪枝後の発生枝は太く、本数が多い[17]。芽はやや小さい[18]。
- 新駒 - 1979年（昭和54年）に山梨県農業試験場で発見された突然変異種を、梨農育1号の系統名で選抜を続けて命名した品種[17]。特に芽が大きく、多収が期待できるが、新芽の形状が悪く、緑色がやや淡い[17]。他の品種にない特徴として、休眠作用がほとんどない点が挙げられ、芽の発生も早く揃い年末出荷も容易なことから、促成専用種に位置づけられる[19][17]。
- 蔵王系 - 民間個人による発見や選抜によって、山形市で育成された品種[20]。
- 才谷系 - 高知県山間農業試験場で選抜されたとげなし系の品種。毛状の小さなとげがあるが、軍手で支障が無く作業でき、新芽の質がよく、側芽の発生も多い[20]。

## 栽培
タラの芽を山村地域の特産物に育成することを目的として、1973年から山梨県で園芸作物化の取り組みが始められ、優良系統の選抜育成に成功した。これによって、全国的に栽培が急速に普及し、山菜ブームの火付け役となった。東北地方の積雪地域を中心に、ふかし促成栽培が導入され、正月前でもタラの芽が出荷されるようになった。タラノキは果樹とは異なり、新芽を利用する観点で、植え付けした翌年の春から収穫が可能である。
年間の作型は、12月から収穫が始まる「ふかし促成栽培」から、3月下旬から収穫が始まる「露地普通栽培」へ、さらに8月中旬まで「若葉利用栽培」と長期間生産することができる。
露地普通栽培
一般的な作型で、畑や原野に種根や苗木を植え付けて、クワ畑のような管理を行い、2年目の春から新芽を収穫する方法である。収穫期間は約1か月と短い。ふかし促成栽培に必要な穂木を生産する目的でも栽培される。
ふかし促成栽培
温床としておがくず床、あるいは水床をつくり、これに切ってきた穂木を挿し木にして、約1か月後に萌芽してくる若芽を収穫する方法である。露地普通栽培の収穫期間を補うため、11月初冬から露地栽培品が出回るまでの期間出荷され、東北地方の積雪地帯を中心に全国的に行われている。穂木は山採りが行われてきたが、原木不足や山採りの労力減少により、露地栽培された穂木も使われている。
若芽利用栽培
露地普通栽培の剪枝後に、夏場の生育期間中に伸びてくる若葉の一部を摘み取って利用する方法。2年目以降の新枝に増加する葉を、2枚に1枚おきくらいに摘み取るもので、枝1本あたり6 - 7枚の若葉を収穫できる。

### 露地普通栽培
自然の気象条件や遊休耕作地を利用する栽培であり、他の野菜類と比べても、極めて少ない労力で栽培できる。圃場は日当たりがよい空き地、土手、雑木林、原野などの場所で、耕土が深く、冠水の恐れがない水はけのよい場所が選ばれる。能率のよい繁殖方法として、一般に「根挿し」とよばれる種根を圃場に植え付ける方法が行われる。原野などに栽培する場合は、根挿しでは初期の生育段階において、雑草で生育不良になることから、苗木を植え付ける方法がとられる。
種根づくりは、原種株から春の掘り上げた長さ15センチメートル (cm) 以上、太さ4ミリメートル (mm) 以上のものがよく、太さはできるだけ太いもののほうが萌芽力も強い。根の植え付け適期は3月下旬 - 4月上旬で、種根を圃場に作った畝に溝を作って、真横に寝かせて並べるか、あるいは斜め挿しをして5 - 6 cmの覆土をする。適期に植えられた根からの萌芽率は約60%以上あり、5月中旬から発芽が始まり、幼芽が出たら雑草に負けて枯れるのを防止するために、除草剤で雑草を抑制する。夏場は特別な作業を行う必要はなく、乾燥防止のため敷き藁などを敷いて管理される。当初から密植すると、株により生育にばらつきが出たり、枝の不揃いで枯れる原因になる。
植え付け初年は新枝が1本伸びるだけだが、翌年春の新芽の収穫直後に、地上約10 - 15 cmの位置で剪定をする。2年目以降からは新しく伸びた枝を、1芽だけ残して剪定を繰り返していく。3 - 4年目からは、株周辺の地上からも新芽が出てくる。
タラの芽の収穫は、春に頂芽が最初に出てくるが、おおよそその地域のソメイヨシノ（桜）の満開期が収穫開始の目安になる。続いて、頂芽の両脇にある第1側芽が1週間ほどで収穫となり、さらに第2側芽が伸びて収穫となる。収穫期は毎日畑をまわって、新芽を掻き取らないで、他の新芽を傷つけないように収穫ハサミで摘み取るようにする。頂芽は、新芽の長さが10 cmほどの新葉が完全に開いていないものが品質的によく、小さすぎても収量は上がらない。側芽は、頂芽よりも小さくて品質も劣るが、芽数が多いので頂芽と同等かそれ以上の収量を上げることができる。

### ふかし促成栽培
新芽の収穫期間の短い露地栽培から、より長い期間の収穫を目指して確立された栽培方法である。収穫期間は12月下旬から3月下旬まで、2 - 3回繰り返し行う。露地栽培で養生しておいた株、または山林から採取してきた枝を使い、側芽1芽ごとに切断し、温床を使ってふかしを行い、新芽を出させる。
栽培は厳寒期に行われるため、保温のためビニルハウス内で二重カーテンを張り、地域によっては温床はビニールトンネルがけや、補助的に電熱線が必要になる。温床内の仕込み床は、一般的におがくず床法で行われ、他に水浸床による栽培方法もある。ふかし栽培に使うタラノキの枝は、一定量集まるまで川や池に切り口を浅くつけて立てかけておくことで、外気温の低さも手伝って休眠状態のまま長期貯蔵ができる。穂木が目標数だけ集まったら、1芽ごとに枝を約10 cmに短く切断し、おかくず床にぎっしりと挿して深めに伏せ込み、床底部が十分に湿るぐらいに灌水する。はやくから促成を開始する場合は、挿し枝した穂木を休眠打破促進させる必要があり、植物生育調整剤を穂木に散布して萌芽を促す処置が行われる。温床はおがくずを乾燥させないように、乾き具合をみながら2 - 3日ごとに灌水を行い、ハウス内の湿度も85%以上確保するように管理され、ハウス内の温度は昼夜の気温差の影響もあるが、最低気温10度以上、最高気温35度以下を維持するように保温に努める必要がある。
新芽の収穫は最も早い作型でも、新駒で25 - 30日、駒みどりで30 - 35日目が収穫となる。新芽が完全に葉が展開する前、長さ10 cm前後を目安に行われ、収穫できそうな穂木を温床から引き抜いて、ハサミでタラの芽を切り離す。

### 病虫害
野生植物であるタラノキは、作物として畑で栽培した場合に、タラノキ立枯疫病（病原体:Phytophthora cactorum）という産地をつぶすほどの致命的な重要病害が発生することがあり、いかに病害を回避して栽培するかが大きな課題となる。タラノキ立枯疫病は栽培されたタラノキだけに見られる疫病菌に起因する病気で、新梢がしおれて立ち枯れ、株の根元や根部が黒褐色の軟化腐敗症状となる。地温15 - 27度で発生しやすく、多肥や密植で多発しやすい傾向があり、除草による断根は発生を助長させる。また、タラノキそうか病（病原体:Elsinoë
araliae）は、ウコギ科に寄生する菌に起因する病気で、梅雨期を前後して葉に小班点を生じて奇形化し、夏の高温期は一時停滞して、秋雨期に再び発生する。また、軟腐病菌（Pectobacterium carotovorum）による軟腐病も報告されている。
害虫としては、春の新芽枝にアブラムシが寄生することがある。また、暖地では8月ごろにキボシカミキリが発生する。

## 利用

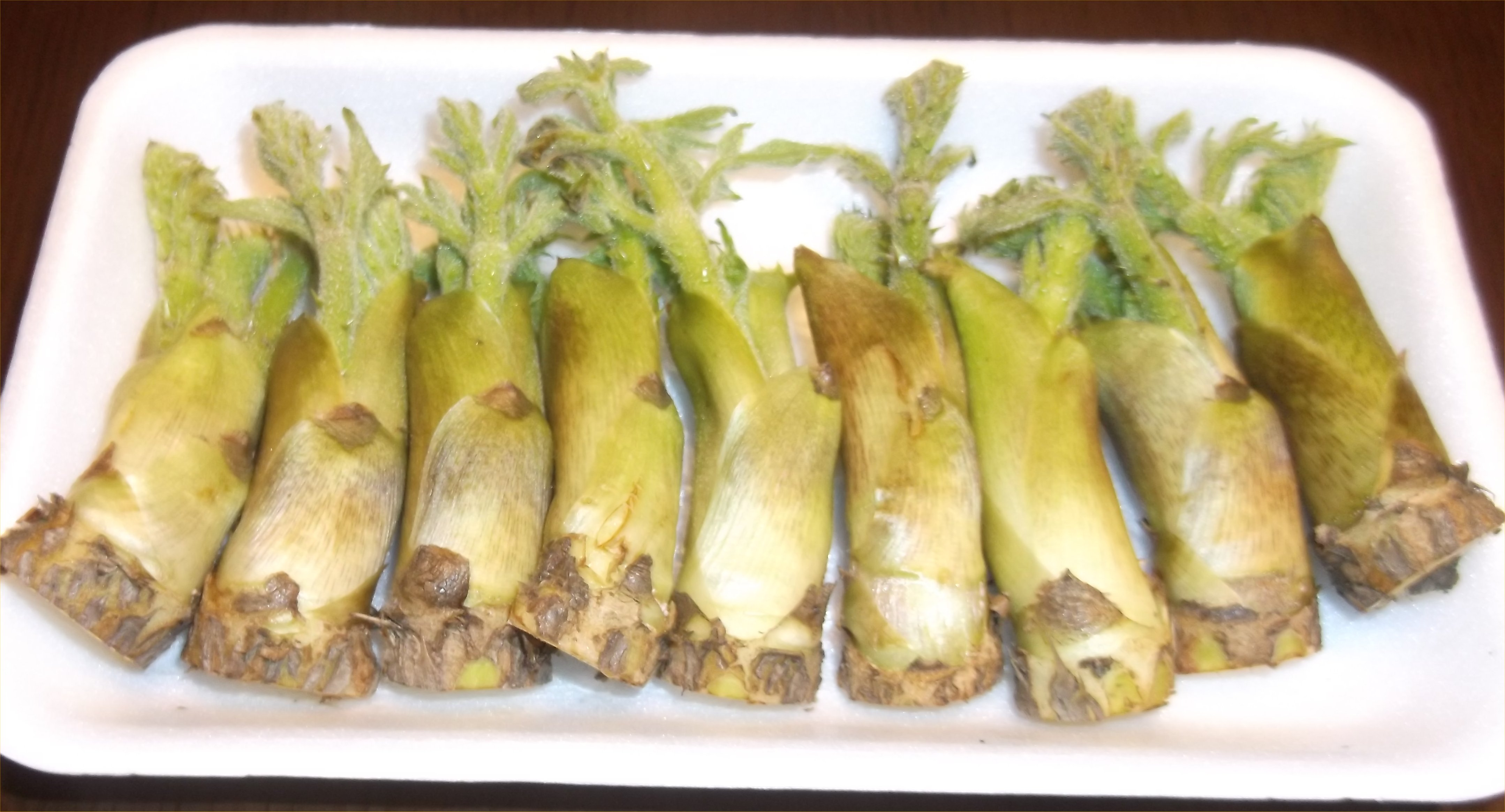
市販されているタラの芽

特に有名なのは、新芽の山菜としての「タラの芽」の利用であるが、樹皮は民間薬として健胃、強壮、強精作用があり、糖尿病にもよいといわれる。材は軽くてやわらかく、下駄や杓子などがつくられる。

### タラの芽
タラの芽（タラのめ）とは、タラノキの枝先に出る若芽のことで、主に山菜として食用にされる。主な旬は3月 - 4月で、市場に出回っているものの多くは栽培品である。山菜としては苦味や灰汁は少なく、扱いやすい食材で、天ぷらや揚げ物によく使われるほか、軽く茹でてごま和えや胡桃和えなどの和え物や炒め物にされる。可食部100グラム (g) あたりの熱量は約27キロカロリー (kcal) で、栄養素はタンパク質が多めでコク深い味わいがある。山村地域では、古くから春の高級山菜として珍重され、俗に「山菜の王様」と称される。
採取方法
トゲがあるため作業用の革手袋などが必要になる。新芽の根元で容易にむしることができるが、鎌等の道具を用いることもある。採取する新芽は、まだ葉が開ききっていない枝の先端の若芽（頂芽）だけにする。枝先の芽を摘んだあとに、やや下から2番目や3番目の芽が膨らんでくるが、タラノキはあまり枝を出さず、弱りやすい木であるため、それより下の芽は残すようにする。一定の時期を過ぎると候補と成る芽の素は枯れて発芽しない。幼い一本立ちのタラノキ（高さがだいたい膝から腰くらい）の頂芽を取るとその幼木全体が枯れてしまう。なお、枝ごと切ると木が枯れてしまうため、無謀な採取は慎むように注意喚起されている。
韓国のタラの芽農家では、収穫のあと適当な数だけ残して枝を切り取る（夏には再び大きくなる）。そのまま放置するとタラノキは高さ3 - 4メートルに成長し、収穫も困難になる。
園芸業者が販売している枝に棘のない品種（メダラ）や別種のリュウキュウタラノキ(Aralia ryukyuensis) を栽培し販売することもある。
採取時期
新芽の採取時期は桜の8分咲きころに同期しており、里の桜がタラの芽の採取時期でもある。日本では中国地方・四国・九州が4月ごろ、関東地方などの暖地は4 - 5月ごろ、北海道・東北地方・中部地方の寒冷地は5月ごろといわれる。栽培する場合、韓国南部では4月上旬、中部から北部にかけては4月中旬・下旬に収穫する。温室で栽培したものは早春や夏、場合によっては冬にも収穫可能。
調理方法
根元のかたい部分を切り落として、袴（はかま）の部分を取り除く。生のまま、根元の底に切れ込みを入れて天ぷらにするのが一般的で、口いっぱいにひろがる独特の芳香、心地よい苦味とコクが特徴的である。天ぷら以外にも、茹でて水にさらし、おひたしやゴマの和え物、煮びたし、酢の物にしたり、油炒め、汁の実にして食べてもよい。生のまま火であぶって、味噌をつけて食べてもおいしく食べられる。韓国では浅く茹でてチョコチュジャン（酢コチュジャン）をつけて食べるのが一般的。また、しょうゆ漬けにすると苦みは減少し、独特の芳香は濃くなる。

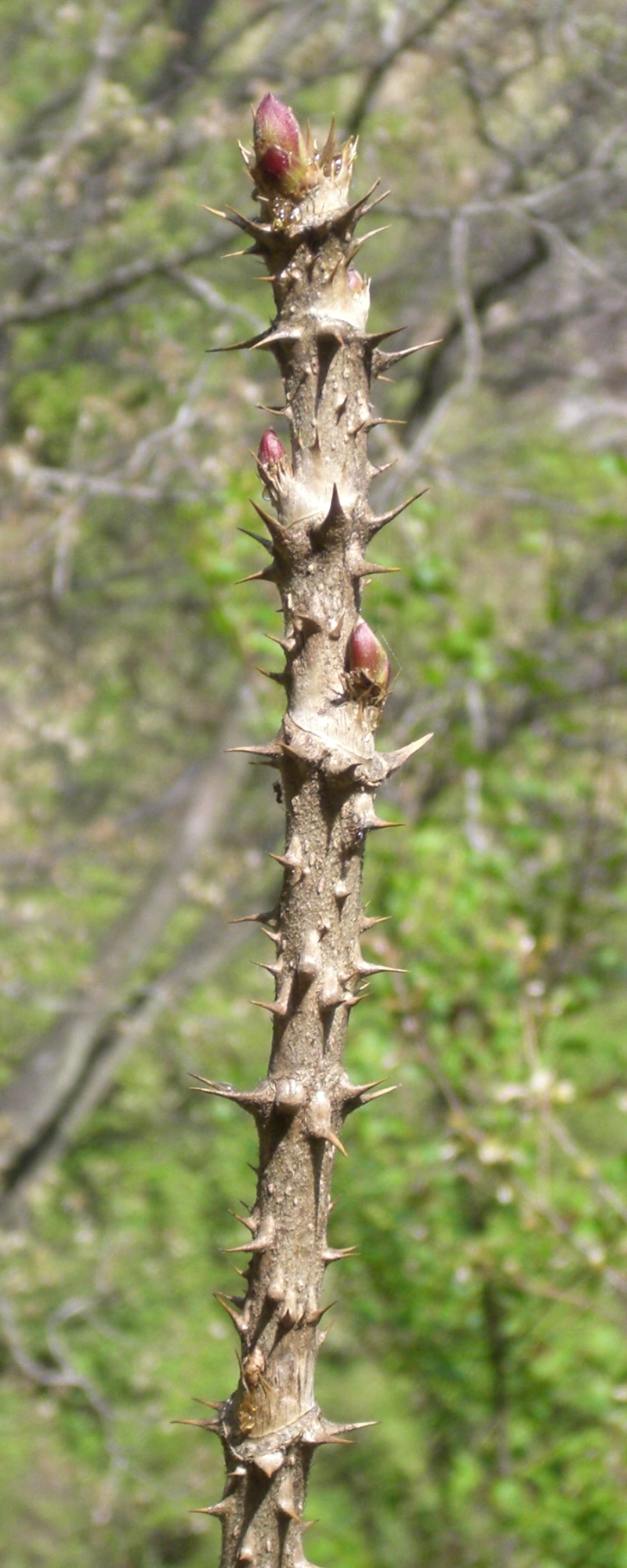
薄紅色の部分がタラの芽。2番目、3番目の芽が見える
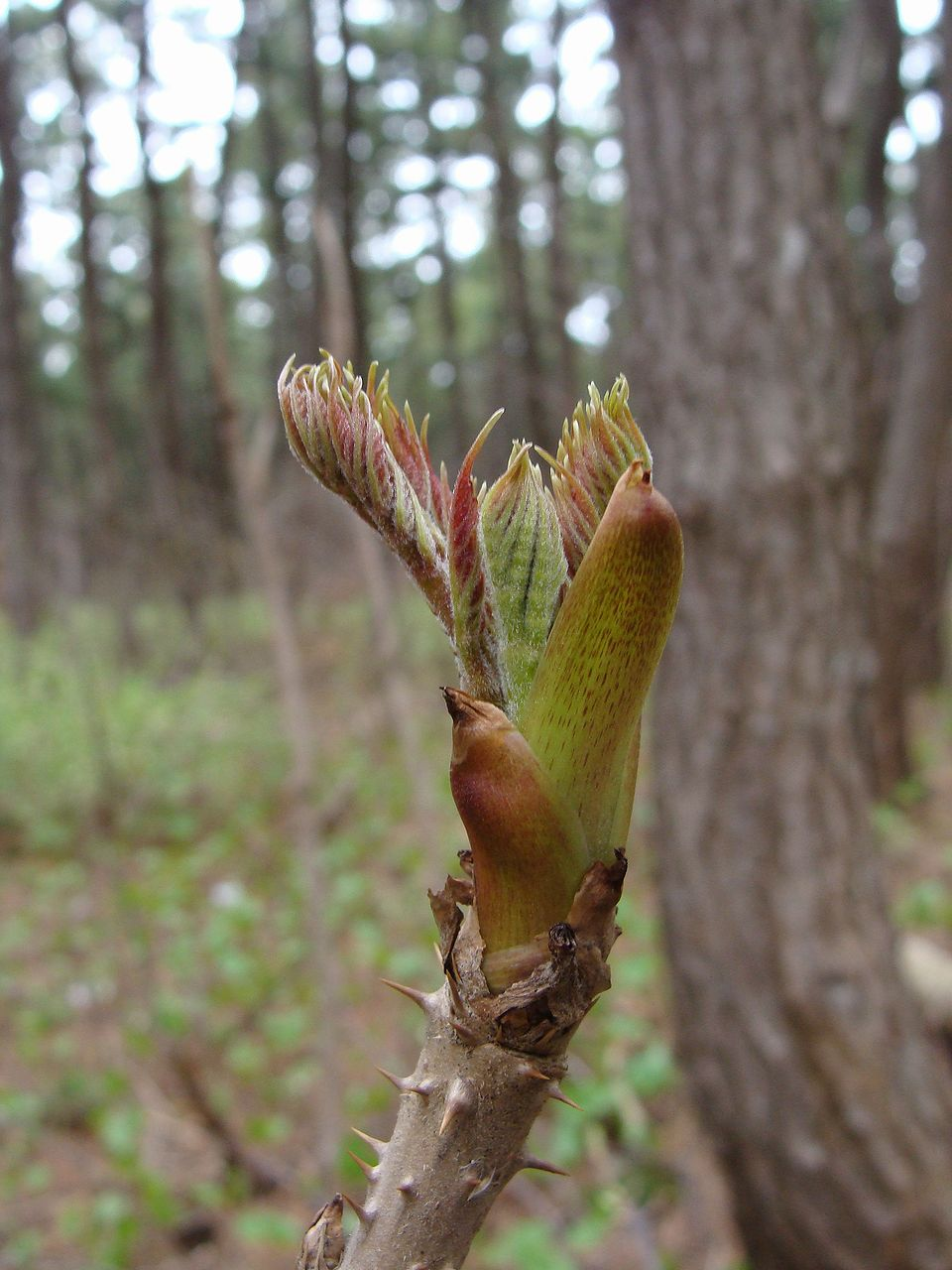
食べごろのタラの芽

### 薬用
タラノキ皮として、樹皮は楤木皮（たらのきかわ）、根皮は楤根皮（そうこんぴ）とよんで生薬として用いられる。樹皮の部分は刺老鴉（しろうあ）ともよばれるが、中国薬物名の楤木はタラノキの仲間の別種である。
乾燥させたタラノキ皮を煎じて、1日3回に分けて服用すると、血糖降下、健胃、整腸、糖尿病、腎臓病に効用があるといわれる。また、芽をたべることで同じような効果が期待できると言われている。根皮も「タラ根皮」（タラこんぴ）という生薬で、糖尿病の症状に対して用いられる。高血圧や慢性胃炎には皮つき枝を刻んだものでお茶代わりに飲用することもでき、常用しても支障は出ない。暖める作用がある薬草で、熱があったり、のぼせやすい人や、妊婦への服用は禁じられている。
膵臓のβ細胞に障害を与えた糖尿病モデルに対してタラノメ抽出物を投与したが改善効果は認められなかった。一方、ラットへのブドウ糖やショ糖の負荷投与に際して血糖値上昇が7-8割も抑制された。このことから、タラノメは糖尿病の治療というよりも予防や悪化防止に効果があると考えられるとする報告がある。なお、タラノキ材は小細工用に使われる。

## 似ている有毒植物
芽だしは有毒のヌルデやヤマウルシにも似ているが、これらの木はトゲがないことから見分けられる。